# Stefano Marelli
Stefano Marelli (* 18. Februar 1970 in Cantù, Italien) ist ein Schweizer Schriftsteller und Journalist.

## Leben
Im Jahr 2013 veröffentlichte er den Roman Altre stelle uruguayane (Andere uruguayische Sterne) und im darauffolgenden Jahr die Kurzgeschichtensammlung Pezzi da 90, storie mondiali (90 Stücke, Weltgeschichten), beide erschienen bei Rubbettino. 2016 kam das Werk Ein Dutzend heraus, ein Roman auf den Spuren von Ernest Hemingway. Marelli hat als Journalist für Radiotelevisione Svizzera (RSI), das Schweizer Radio und Fernsehen in italienischer Sprache, gearbeitet und in regelmässigen Abständen zahlreiche Kurzgeschichten in Zeitungen und Zeitschriften veröffentlicht.
In einem Artikel, der am 30. Dezember 2013 in der Tageszeitung La Repubblica erschien, zählte Gianni Mura ihn zu den hundert bedeutendsten Namen des Jahres 2013 und bewertete ihn mit 8/10.
Marelli lebt mit seinen beiden Söhnen in Sagno und arbeitet für den Teletext.

## Veröffentlichungen
- Altre stelle uruguayane. Soveria Mannelli, Rubbettino Editore, 2013
- Pezzi da 90, storie mondiali. Soveria Mannelli, Rubbettino Editore, 2014
- A dime a dozen. Soveria Mannelli, Rubbettino Editore, 2017.

## Literarische Auszeichnungen
- 2014 Selezione Bancarella Sport con Altre stelle uruguayane.
- 2014 Menzione Speciale al Premio letterario del CONI con Altre stelle uruguayane.
- 2013 Un libro per lo sport con Altre stelle uruguayane.
- 2012 Parole nel vento con Altre stelle uruguayane.